# Rozłąki
Rozłąki – kolonia w Polsce położona w województwie lubelskim, w powiecie łukowskim, w gminie Krzywda.
Administracyjnie wieś wchodzi w skład sołectwa Radoryż Smolany.
W latach 1975–1998 miejscowość administracyjnie należała do województwa siedleckiego.
Wierni Kościoła rzymskokatolickiego należą do parafii Podwyższenia Krzyża Świętego w Hucie-Dąbrowie.